# Radium (Kansas)
Radium és una població dels Estats Units a l'estat de Kansas. Segons el cens del 2000 tenia 40 habitants.

## Demografia
Segons el cens del 2000, Radium tenia 40 habitants, 17 habitatges, i 9 famílies. La densitat de població era de 386,1 habitants/km².
Dels 17 habitatges en un 35,3% hi vivien nens de menys de 18 anys, en un 52,9% hi vivien parelles casades, en un 5,9% dones solteres, i en un 41,2% no eren unitats familiars. En el 41,2% dels habitatges hi vivien persones soles l'11,8% de les quals corresponia a persones de 65 anys o més que vivien soles. El nombre mitjà de persones vivint en cada habitatge era de 2,35 i el nombre mitjà de persones que vivien en cada família era de 3,3.
Per edats la població es repartia de la següent manera: un 27,5% tenia menys de 18 anys, un 12,5% entre 18 i 24, un 27,5% entre 25 i 44, un 27,5% de 45 a 60 i un 5% 65 anys o més.
L'edat mediana era de 36 anys. Per cada 100 dones de 18 o més anys hi havia 141,7 homes.
La renda mediana per habitatge era de 21.250 $ i la renda mediana per família de 36.250 $. Els homes tenien una renda mediana de 26.250 $ mentre que les dones 21.250 $. La renda per capita de la població era de 16.608 $. Cap de les famílies estaven per davall del llindar de pobresa.

## Poblacions més properes
El següent diagrama mostra les poblacions més properes.